# Crónica de Pate
La Crónica de Pate es un relato histórico localizado en Pate, un pueblo de cultura suajili situado en África oriental.
La crónica narra la expansión de los refugiados de Omán y la fundación del pueblo en el siglo VIII, así como la refundación del mismo por parte de los miembros de la familia omaniana Nabahani en 1204. La crónica describe las relaciones comerciales y culturales entre los pueblos de la costa este de África y las rivalidades entre Lamu y Pate, describiéndose a esta como el más importante de los pueblos del siglo XIV.
La crónica se le atribuye a Muhammad bin Fumo 'Umar Nabahani (también conocido con el nombre de Bwana Kitini) un familiar de la familia reinante de Pate. Existen distintas versiones en diferentes dialectos suajilis. 
Fue traducida y publicada por primera vez en 1908. Es relativamente poco utilizada por los historiadores y algunos como Neville Chittick, confrontando lo que se cuenta en la crónica con los restos arqueológicos, suponen que la cronología que se expone en la narración es falsa y que la fundación del pueblo de Pate es en realidad más reciente.